# 黃金斯氏脂䲁
黃金斯氏脂䲁（學名：Starksia fulva），為輻鰭魚綱䲁形目脂䲁科斯氏脂䲁屬的一個種，分布於中太平洋東部哥斯大黎加至厄瓜多海域，深度6至7公尺，本魚體長，扁平，頭鈍，鼻孔及眼上方各具一短、細長不分支的捲鬚，頜齒圓錐形，彎曲且尖銳，口頂前部及兩側有齒，側線鱗36-40枚，體深褐色至黃褐色斑駁，鰓蓋密布斑點，背鰭和臀鰭基部有明顯的雙黑斑，胸鰭基部有兩個圓形的棕色至黑色斑點，臀鰭有小黑斑，在尾鰭上形成條紋，背鰭硬棘與鰭條之間有一條臀鰭條之間有缺口，雄魚第一臀棘長，與鰭其餘部分分離，背鰭硬棘19-21枚、背鰭軟條8-10枚、臀鰭硬棘2枚、臀鰭軟條17-18枚，體長可達4.5公分，棲息在水淺的海草生長的沙質海域，生活習性不明。